# Erik Dahlberg (arkitekt)
Ernst Erik Dahlberg, född 3 januari 1909 i Piteå landsförsamling, död 16 september 1995 i Solna, var en svensk arkitekt. 
Dahlberg, som var son till sjökapten Ernst Dahlberg och Hulda Hedman, utexaminerades från Kungliga tekniska högskolan 1932. Han var chef för Svensk Byggtjänst i Stockholm 1935–1939, för Centrala sjukhusarkivet 1939–1942, tillsammans med arkitekt Lennart Bergvall chef för Byggstandardiseringen 1942–1943 och för AB Bostadsforskning 1944–1975. Bland hans arbeten märks (tillsammans med Bergvall) Elementhussystemet. Han invaldes i Ingenjörsvetenskapsakademien 1966. Han skrev Modulutredningen (tillsammans med Bergvall 1946). 

## Fotnoter
1. ↑  Sveriges Dödbok 1901–2009, DVD-ROM, Version 5.00, Sveriges Släktforskarförbund (2010).